# 박테리오파지

전형적인 박테리오파지의 구조

박테리오파지(bacteriophage)는 박테리아를 숙주세포로 하는 바이러스를 통칭하는 말이다. 여기서 박테리아라 함은 세균과 고균을 통칭한다. 간단하게 파지(phage)라고 하기도 한다. 박테리오파지라는 이름은 생물학자 펠릭스 데렐이 붙인 것으로 '박테리아 포식자'라는 뜻을 가지고 있다. 박테리오파지는 가장 많은 연구가 진행된 바이러스 중 하나이며, 생명공학에서도 많이 사용된다.
일반적으로 박테리오파지는 유전 물질과 그를 둘러싼 단백질 캡시드로 이루어져 있다. 여기서 유전 물질은 ssRNA, dsRNA, ssDNA, dsDNA 등(ss~나 ds~는 사슬이 단일사슬인지 이중사슬인지를 나타내는 접두사이다)이 원형 또는 선형으로 배열되어 있는 것을 말한다. 박테리오파지는 자기들이 파괴하는 박테리아보다 훨씬 작다.
박테리오파지는 생물권에 가장 널리 퍼져 있는 존재로 추측되고 있다. 박테리오파지는 어디에나 존재하며 토양이나 동물의 창자처럼 숙주로 삼을 박테리아가 풍부한 곳이면 쉽게 발견할 수 있다. 박테리오파지와 다른 바이러스들이 가장 조밀하게 분포하는 곳은 바닷물 속으로, 표층의 미생물 매트에서는 1밀리리터당 9×108 마리의 바이러스들이 들어 있으며 해양 세균의 70% 이상이 박테리오파지에 감염된 상태일 것이다.
구 소련과 서유럽에서는 박테리오파지를 항생제 대용으로 쓰려는 연구가 60년 이상 진행되고 있으며, 박테리오파지는 항생제에 내성을 가진 세균을 잡는 데 쓰일 가능성이 있다.

## 생태
바이러스는 숙주세포가 없으면 생명활동이 불가능하고 박테리오파지는 박테리아를 숙주세포로 삼기 때문에, 박테리오파지는 주로 박테리아가 발견되는 곳에 존재하게 된다. 박테리아가 번식하는 곳이 육지, 수상, 동식물, 물질의 표면 등 매우 다양하기 때문에 박테리오파지 역시 다양한 장소에서 발견될 수 있다. 온건성 파지의 경우에는 프로파지의 형태로 존재하고 있을 수도 있고, 박테리아를 아직 감염시키지 않은 독립된 입자로의 형태로도 발견된다.

## 숙주
특정 종류의 박테리오파지는 특정 종류의 박테리아만 감염시킬 수 있는데, 이는 박테리오파지가 박테리아를 감염시키기 위해서는 박테리아의 표면에 박테리오파지와 결합할 수 있는 막 단백질과 같은 특정 요소들이 존재해야 하기 때문이다. 일부 박테리오파지는 단 한 종의 박테리아만 감염시킬 정도로 특이성을 가진다. 어떤 박테리오파지는 여러 속을 감염시킬 수도 있으나 이 경우 역시 숙주가 되는 박테리아들은 계통학적으로 밀접하게 연관되어 있다.
2000년 초까지 약 140속의 박테리아 또는 고균이 박테리오파지의 숙주세포가 될 수 있다는 것이 밝혀져 있으며, 이 숫자는 박테리아 도메인에 대한 연구가 진행됨에 따라 더 늘어날 전망이다. 거의 대부분의 박테리아는 하나 이상의 박테리오파지의 숙주가 될 수 있을 것으로 예상된다.

## 분류
박테리오파지는 13개의 과로 구분된다. 이들 중 꼬리 섬유를 가지고 선형 이중 나선 DNA를 유전자로 가지는 3개의 과는 Caudovirales목으로 분류된다. 바이러스를 분류할 때 목의 이름에는 -virales을 붙이고 과의 이름에는 -viridae를 붙인다. 속의 이름은 -virus의 형태이다. 박테리오파지는 다음과 같이 분류된다.
| 목             | 과               | 특징                                         | 유전자의 형태            |
| -------------- | ---------------- | -------------------------------------------- | ------------------------ |
| Caudovirales   | Myoviridae       | 외피 없음, 수축성 꼬리                       | 선형 이중나선 DNA        |
| Caudovirales   | Siphoviridae     | 외피 없음, 긴 비수축성 꼬리                  | 선형 이중나선 DNA        |
| Caudovirales   | Podoviridae      | 외피 없음, 짧은 비수축성 꼬리                | 선형 이중나선 DNA        |
| Kalamavirales  | Tectiviridae     | 외피 없음, 지방 함유, 이중 정이십면체 캡시드 | 선형 이중나선 DNA        |
| Vinavirales    | Corticoviridae   | 외피 없음, 지방 함유, 정이십면체 캡시드      | 고리형 이중나선 DNA      |
| Ligamenvirales | Lipothrixviridae | 외피 존재, 막대모양                          | 선형 이중나선 DNA        |
| Ligamenvirales | Rudiviridae      | 외피 없음, 막대모양                          | 선형 이중나선 DNA        |
| Petitvirales   | Microviridae     | 외피 없음, 정이십면체형                      | 고리형 단일나선 DNA      |
| Mindivirales   | Cystoviridae     | 외피, 정이십면체형                           | 분절된 선형 이중나선 RNA |
|                | Plasmaviridae    | 외피 존재, 다형태성                          | 고리형 이중나선 DNA      |
|                | Fuselloviridae   | 외피 없음, 레몬모양                          | 고리형 이중나선 DNA      |
|                | Inoviridae       | 외피 없음, 섬유형 또는 막대모양              | 고리형 단일나선 DNA      |
|                | Leviviridae      | 외피 없음, 정이십면체형                      | 선형 단일나선 RNA        |

## 구조

꼬리를 가진 Caudovirales목의 구조

박테리오파지는 다른 바이러스와 마찬가지로 기본적으로는 박테리오파지의 유전자인 DNA 또는 RNA를 단백질이 둘러싸고 있는 형태를 이루고 있다. 약 4800가지의 박테리오파지가 보고되었는데, 이중 약 96%에 해당하는 4600가지는 꼬리를 가지고 있다. 그리고 나머지 4%는 다면체형, 섬유형, 또는 더 복잡한 형태를 가지고 있다.
꼬리를 가지고 있는 박테리오파지는 단백질로 이루어져 있는 머리를 가지고 있으며, 그 안에는 박테리오파지의 유전자를 가지고 있는 선형 이중나선 DNA가 들어있다. 머리의 형태는 정이십면체이거나 정이십면체를 한쪽으로 늘린 길쭉한 이십면체 형태를 가지고 있다. 꼬리는 박테리오파지가 숙주세포에 자신의 유전물질을 주입시킬 때 사용한다. 꼬리를 가지고 있는 박테리오파지 중 약 24%은 긴 수축성 꼬리를 가지고 있으며 62%은 긴 비수축성 꼬리를, 14%는 짧은 비수축성 꼬리를 가지고 있다.
꼬리를 가지고 있지 않은 박테리오파지 중 약 60%는 이십면체형, 30%는 섬유형, 그리고 10%는 복잡한 형태를 가지고 있다. 이십면체형은 외피를 가진 경우도 존재한다. 이들은 유전물질로 단일 또는 이중나선의 DNA 또는 RNA를 사용한다. 섬유형은 단백질로 이루어진 섬유가 나선대칭형을 이루고 있는 형태이며, 외피를 가지는 경우도 있다. 유전물질로는 단일나선 DNA를 가진다. 일부 박테리오파지는 복잡한 모양을 가지고 있는데, 이들은 유전물질로 이중나선 DNA를 가진다.
박테리오파지의 유전물질은 DNA일수도 있고 RNA일 수도 있다. 단일나선일 수도 있고 이중나선일 수도 있으며 선형인 것도 있고 고리형인 것도 있다. cystovirus속을 제외한 다른 박테리오파지의 유전물질은 하나의 거대한 분자로 이루어져 있다. cystovirus속은 선형 이중나선 RNA를 유전물질로 가지는데, 여러 개의 분자로 분절되어 있다는 것이 특징이다. 박테리오파지의 유전체는 3.5킬로베이스에서부터 수백 킬로베이스에 이르기까지 다양하다. 박테리오파지를 이루고 있는 단백질 수나 그 종류의 수도 많은 차이를 보인다. levivirus속은 단 두 종류의 단백질로 이루어져 있으며 구성 단백질을 모두 합쳐도 200개가 채 되지 않는다. 그러나 꼬리를 가진 박테리오파지 중에서는 구성 단백질의 종류가 40개를 넘으면서 각각의 단백질이 하나의 박테리오파지 입자에 몇백 개씩 존재하는 경우도 있다.

## 생활사

### 용균성 생활사
용균성 생활사(lytic cycle)만을 반복하는 박테리오파지를 독성 파지(virulent phage)라고 한다. 박테리오파지의 용균성 생활사는 크게 다섯 단계로 나뉜다.
- 부착

박테리오파지 입자가 박테리아와 조우한 경우 박테리오파지는 박테리아의 막의 특정 구성 물질을 인식하여 박테리아 세포막에 부착한다. 박테리오파지가 인식하는 막의 구성 물질로는 세포막에 존재하는 다당류, 선모, 편모 등이 있다.
- 주입

박테리아 세포막에 부착한 박테리오파지는 자신의 유전물질을 숙주세포로 주입시킨다. 대부분의 파지에서 숙주세포로 주입되는 것은 유전물질뿐이다. 일부 작은 파지들은 박테리아의 세포벽을 뚫고 들어가기도 하지만 이 경우도 박테리오파지의 유전물질만이 숙주세포의 세포질로 유입된다.
- 복제

박테리아로 유입된 박테리오파지의 유전물질은 숙주세포의 효소를 이용하여 자신의 유전물질과 단백질을 합성한다. 크기가 큰 DNA 또는 RNA를 유전물질로 하는 경우 박테리오파지의 유전자에 DNA 또는 RNA 합성효소 유전자가 포함된 경우도 있다.
- 조립

생성된 박테리오파지의 유전물질과 단백질은 조립되어서 새로운 박테리오파지를 만든다. 꼬리가 있는 박테리오파지의 경우 머리와 꼬리의 합성은 독립된 기작으로 이루어지다가 마지막에 머리와 꼬리를 조립한다.
- 방출

박테리오파지의 유전자로 인해 생성된 효소가 박테리아의 세포벽을 이루는 펩티도글리칸을 분해하기 때문에 박테리아가 삼투압을 더 이상 버티지 못하게 되고 파괴되어 새로운 박테리오파지가 방출하게 된다. 일부 박테리오파지는 세포막으로부터 분출되거나 외포작용과 유사한 형태로 방출되기도 한다.

### 용원성 생활사
용원성 생활사(lysogenic cycle)는 박테리오파지의 유전물질이 숙주세포로 유입된 후 바로 박테리오파지를 증식시키지 않고 숙주세포의 DNA에 포함되어 있는 형태로 존재하는 생활사를 의미한다. 일부 파지의 유전자는 숙주세포 내에서 플라스미드 형태로 존재하는 경우도 있다. 숙주세포로 삽입된 박테리오파지의 유전물질을 프로파지(prophage)라고 한다. 어떤 프로파지는 숙주세포의 표현형에 영향을 주기도 한다.
거의 대부분의 박테리오파지는 용균성 생활사와 용원성 생활사를 둘 다 거치는 경우가 많은데, 이러한 박테리오파지를 온건성 파지(temperate phage)라고 한다. 이러한 박테리오파지는 자신의 유전물질이 숙주세포로 주입된 이후 특정한 조건에 따라 용균성 생활사를 거칠 것인지, 아니면 용원성 생활사를 거칠 것인지 결정한다. 만일 환경이 새로운 박테리오파지를 생성하는 데 적합하다면 용균성 생활사과정을 거쳐 새로운 박테리오파지를 생성한다. 그러나 환경이 적합하지 않다면 박테리오파지의 유전자 중 다른 유전자를 억제하는 단백질을 만드는 유전자가 발현이 되어 박테리오파지의 증식이 억제되어 용원성 생활사 과정을 거치게 된다.

### 생활사의 결과

형질 도입의 과정

RNA를 유전물질로 하는 박테리오파지의 경우 용균성 생활사만 거치기 때문에 감염된 박테리아는 오래 지나지 않아 파괴되고 새로운 박테리오파지가 방출된다. 그러나 일부 박테리아가 살아남기도 하는데, 이는 박테리아가 돌연변이를 일으켜 해당 박테리오파지에 대해서 내성을 가지게 된 경우이다. DNA를 유전물질로 하는 박테리아파지 중 독성 파지의 경우 RNA 파지처럼 감염된 박테리아를 즉시 파괴시키 때문에 살아남은 박테리아는 돌연변이를 일으킨 박테리아이다.
온건성 파지의 경우에 감염에 살아남은 박테리아는 돌연변이체이거나 박테리오파지가 용원성 생활사를 거치고 있는 경우이다. 후자의 경우 박테리아가 증식할 때 박테리오파지의 유전자도 함께 복제되고, 용균성 생활사로 넘어가기 전에는 박테리아를 파괴시키지 않는다. 프로파지를 가지고 있는 박테리아는 그 표현형이 바뀌기도 하는데, 이러한 변화는 간혹 인간에게 해를 끼치지 않는 박테리아를 치명적인 독소를 생산하는 박테리아로 바꾸기도 한다. 디프테리아, 보툴리누스 식중독, 성홍열 등의 질병이 이와 관련되어 있다.
온건성 파지가 박테리아를 감염시킬 때 다른 박테리아의 유전자가 도입되는 형질 도입이 일어날 수 있다. 간혹 용균성 생활사에서 박테리오파지가 방출될 때 일부 박테리오파지가 박테리오파지의 유전물질이 아닌 박테리아의 DNA를 가지고 방출되는 경우가 있다. 이러한 박테리오파지가 다른 박테리아를 감염시키면, 처음 감염시킨 박테리아의 DNA가 다른 박테리아의 DNA로 삽입된다. 그 결과로 박테리아의 유전자 재조합이 일어나게 된다.
온건성 파지는 간혹 복제 과정에서 돌연변이를 일으켜 독성 파지로 바뀌기도 하며, 어떤 돌연변이의 경우 숙주 세포의 범위가 증가하는 경우도 있다.

## 활용
박테리오파지는 분자생물학 및 생명공학 등에서 많이 사용된다. 예를 들어 람다 파지와 같이 온건성이면서 이중나선 DNA를 유전물질로 사용하는 박테리오파지는 유전자의 벡터로서 많이 사용된다. 단일나선 DNA를 가진 섬유형 파지는 유전자 벡터, DNA 서열 결정의 주형 등으로 사용될 수 있다. 이 외에도 박테리아 제거를 위해 사용되기도 한다.

### 파지 요법
박테리오파지가 박테리아를 죽인다는 성질을 이용하여 이를 특정한 병의 치료를 위해서 사용하는 파지 요법(phage therapy)은 박테리오파지 발견 후 오랫동안 연구되어 왔다. 1940년대 많은 항생제가 발견되면서 파지 요법에 대한 관심이 많이 사라졌지만 프랑스, 폴란드, 소련 등지의 일부 학자들은 파지 치료법을 계속 연구하였고 치료에 사용하기도 하였다. 최근 몇 년 동안 중앙유럽에서의 연구 결과가 알려지고, 항생제에 저항을 가지는 박테리아의 등장으로 인하여 파지 요법에 대한 관심이 다시 증가하고 있다.

### 파지 형별
박테리아를 분류하고 판별하는 데 박테리오파지를 사용할 수 있는데, 이를 파지 형별(phage typing)이라 한다. 파지 형별은 박테리아가 특정 박테리오파지에 대해서 저항성을 가지고 있는지를 판별하여 박테리아를 분류하는 방법이다. 인간, 동물, 식물에게 병을 일으키는 병원성 박테리아를 구분하기 위한 박테리오파지가 개발되어 있다. 현재 파지 형별은 플라스미드를 사용하는 방법 등으로 대체되었기 때문에 잘 사용되지 않는다.

### 유전체 도서관
일부 박테리오파지는 유전자를 보관하는 유전체 도서관을 형성할 수 있다. 특정 유전자를 가지고 있는 DNA를 제한효소와 연결효소를 이용하여 박테리오파지의 DNA에 삽입하여 보관할 수 있다. 이렇게 해서 생성된 박테리오파지를 단순히 박테리아에 감염시키기만 하면 박테리오파지가 증식하는 과정에서 원하는 유전자를 복제할 수 있다. 플라스미드가 12킬로베이스를 넘을 수 없는 것에 반해 박테리오파지는 25킬로베이스의 DNA까지 함유할 수 있다는 장점이 있다.

## 같이 보기
- 바이러스
- 박테리오파지 T4
- 박테리오파지 람다

## 참고 문헌
- Campbell, N. A. et al., Biology, 8th edition, San Francisco: Pearson Benjamin Cummings, 2007.
- McGrath, K. A. & Blachford, S., The Gale encyclopedia of science, 2nd edition, Detroit: Gale Group, 2001.
- ed. by McGraw-Hill, McGraw-Hill encyclopedia of science & technology: an international reference work in twenty volumes including an index, 9th edition, New York: McGraw-Hill, 2002.
- Robertson, S. et al., Encyclopedia of life sciences, London: Nature Publishing Group, 2002.